# Aniulus garius
Aniulus garius är en mångfotingart som först beskrevs av Chamberlin 1912.  Aniulus garius ingår i släktet Aniulus och familjen Parajulidae. Inga underarter finns listade i Catalogue of Life.